# Zinedine Ferhat
Pour les articles homonymes, voir Ferhat.
Zinedine Ferhat, né le 1er mars 1993 à Bordj Menaïel (wilaya de Boumerdès), est un footballeur international algérien. Il évolue au poste d'ailier droit.

## Biographie

### Premiers pas et révélation à l'USMA
Ferhat est élu meilleur joueur du mois de janvier 2014 en Algérie par le quotidien sportif Maracana. Dans la foulée, il est sélectionné pour la première fois en équipe nationale pour un match amical contre la Slovénie, le 5 mars 2014.
Le 21 juin 2016, la Fédération algérienne de football le suspend de toutes les sélections nationales pour absentéisme, et ce, alors que l'équipe d'Algérie olympique se préparait à participer aux JO 2016,.

### Arrivée en France par Le Havre
En fin de contrat avec le HAC, Ferhat s'engage, le 3 juillet 2019, pour trois ans au Nîmes Olympique,.

### Découverte de la Ligue 1 avec Nîmes
Après la relégation de Nîmes en deuxième division à l'issue de la saison 2020-2021, Ferhat est annoncé partant pour le RC Strasbourg, pensionnaire de Ligue 1. Cependant, les négociations n'aboutissent pas car la proposition du club alsacien est en deçà du montant réclamé par le Nîmes Olympique, estimé entre 3 et 4 millions d'euros. Ferhat reste donc chez les Crocos pour sa dernière année de contrat mais change d'agent dans l'espoir de quitter le club en cours de saison. Celle-ci s'avère d'ailleurs quelque peu difficile pour l'ailier nîmois, et ce, pour plusieurs raisons. En effet, le transfert avorté durant le mercato estival, certains pépins physiques ainsi qu'une contamination à la Covid-19 affectent sérieusement son rendement sportif et il ne prend part qu'à 7 rencontres tout au long de la phase aller,.

## Statistiques

### En club
| Saison                | Club                  | Championnat           | Championnat | Championnat | Championnat | Coupe nationale | Coupe nationale | Coupe nationale | Coupe de la Ligue | Coupe de la Ligue | Coupe de la Ligue | Supercoupe | Supercoupe | Supercoupe | Compétition(s) continentale(s) | Compétition(s) continentale(s) | Compétition(s) continentale(s) | Compétition(s) continentale(s) | Autres compétitions | Autres compétitions | Autres compétitions | Autres compétitions | Total | Total | Total |
| Saison                | Club                  | Division              | M.          | B.          | P.d.        | M.              | B.              | P.d.            | M.                | B.                | P.d.              | M.         | B.         | P.d.       | Comp.                          | M.                             | B.                             | P.d.                           | Comp.               | M.                  | B.                  | P.d.                | M.    | B.    | P.d.  |
| 2011-2012             | USM Alger             | Ligue 1               | 17          | 0           | 1           | 3               | 0               | 0               | -                 | -                 | -                 | -          | -          | -          | -                              | -                              | -                              | -                              | -                   | -                   | -                   | -                   | 20    | 0     | 1     |
| 2012-2013             | USM Alger             | Ligue 1               | 21          | 0           | 0           | 5               | 1               | 2               | -                 | -                 | -                 | -          | -          | -          | CAF2                           | 2                              | 0                              | 0                              | UAFA                | 5                   | 0                   | 0                   | 33    | 1     | 2     |
| 2013-2014             | USM Alger             | Ligue 1               | 29          | 5           | 8           | 1               | 0               | 0               | -                 | -                 | -                 | 1          | 0          | 0          | -                              | -                              | -                              | -                              | -                   | -                   | -                   | -                   | 31    | 5     | 8     |
| 2014-2015             | USM Alger             | Ligue 1               | 19          | 1           | 4           | 2               | 0               | 0               | -                 | -                 | -                 | 1          | 0          | 0          | -                              | -                              | -                              | -                              | -                   | -                   | -                   | -                   | 22    | 1     | 4     |
| 2015-2016             | USM Alger             | Ligue 1               | 20          | 0           | 10          | -               | -               | -               | -                 | -                 | -                 | -          | -          | -          | CAF                            | 11                             | 0                              | 3                              | -                   | -                   | -                   | -                   | 31    | 0     | 13    |
| Sous-total            | Sous-total            | Sous-total            | 106         | 6           | 23          | 11              | 1               | 2               | -                 | -                 | -                 | 2          | 0          | 0          | -                              | 13                             | 0                              | 3                              | -                   | 5                   | 0                   | 0                   | 137   | 7     | 28    |
| 2016-2017             | Le Havre AC           | Ligue 2               | 34          | 3           | 7           | 3               | 0               | 0               | 1                 | 0                 | 1                 | -          | -          | -          | -                              | -                              | -                              | -                              | -                   | -                   | -                   | -                   | 38    | 3     | 8     |
| 2017-2018             | Le Havre AC           | Ligue 2               | 37          | 4           | 20          | -               | -               | -               | 2                 | 1                 | 0                 | -          | -          | -          | -                              | -                              | -                              | -                              | -                   | -                   | -                   | -                   | 39    | 5     | 20    |
| 2018-2019             | Le Havre AC           | Ligue 2               | 35          | 5           | 9           | 3               | 0               | 0               | 5                 | 0                 | 1                 | -          | -          | -          | -                              | -                              | -                              | -                              | -                   | -                   | -                   | -                   | 43    | 5     | 10    |
| Sous-total            | Sous-total            | Sous-total            | 106         | 12          | 36          | 6               | 0               | 0               | 8                 | 1                 | 2                 | -          | -          | -          | -                              | -                              | -                              | -                              | -                   | -                   | -                   | -                   | 120   | 13    | 38    |
| 2019-2020             | Nîmes Olympique       | Ligue 1               | 26          | 3           | 4           | 1               | 0               | 1               | 1                 | 0                 | 0                 | -          | -          | -          | -                              | -                              | -                              | -                              | -                   | -                   | -                   | -                   | 28    | 3     | 5     |
| 2020-2021             | Nîmes Olympique       | Ligue 1               | 33          | 6           | 9           | -               | -               | -               | -                 | -                 | -                 | -          | -          | -          | -                              | -                              | -                              | -                              | -                   | -                   | -                   | -                   | 33    | 6     | 9     |
| 2021-2022             | Nîmes Olympique       | Ligue 2               | 14          | 0           | 0           | -               | -               | -               | -                 | -                 | -                 | -          | -          | -          | -                              | -                              | -                              | -                              | -                   | -                   | -                   | -                   | 14    | 0     | 0     |
| Sous-total            | Sous-total            | Sous-total            | 73          | 9           | 13          | 1               | 0               | 1               | 1                 | 0                 | 0                 | -          | -          | -          | -                              | -                              | -                              | -                              | -                   | -                   | -                   | -                   | 75    | 9     | 14    |
| 2022-2023             | Alanyaspor            | Süper Lig             | 23          | 1           | 2           | 2               | 1               | 1               | -                 | -                 | -                 | -          | -          | -          | -                              | -                              | -                              | -                              | -                   | -                   | -                   | -                   | 25    | 2     | 3     |
| 2023-2024             | Angers SCO            | Ligue 2               | 25          | 2           | 3           | 2               | 0               | 0               | -                 | -                 | -                 | -          | -          | -          | -                              | -                              | -                              | -                              | -                   | -                   | -                   | -                   | 27    | 2     | 3     |
| 2024-2025             | Angers SCO            | Ligue 1               | 24          | 2           | 0           | 4               | 0               | 1               | -                 | -                 | -                 | -          | -          | -          | -                              | -                              | -                              | -                              | -                   | -                   | -                   | -                   | 28    | 2     | 1     |
| Sous-total            | Sous-total            | Sous-total            | 49          | 4           | 3           | 6               | 0               | 1               | -                 | -                 | -                 | -          | -          | -          | -                              | -                              | -                              | -                              | -                   | -                   | -                   | -                   | 55    | 4     | 4     |
| Total sur la carrière | Total sur la carrière | Total sur la carrière | 357         | 32          | 77          | 26              | 2               | 5               | 9                 | 1                 | 2                 | 2          | 0          | 0          | -                              | 13                             | 0                              | 3                              | -                   | 5                   | 0                   | 0                   | 412   | 35    | 87    |

### En sélection nationale
| Saison                | Sélection             | Phases finales        | Phases finales | Phases finales | Phases finales | Éliminatoires CDM | Éliminatoires CDM | Éliminatoires CDM | Éliminatoires CAN | Éliminatoires CAN | Éliminatoires CAN | Matchs amicaux | Matchs amicaux | Matchs amicaux | Total | Total | Total |
| Saison                | Sélection             | Compétition           | M              | B              | Pd             | M                 | B                 | Pd                | M                 | B                 | Pd                | M              | B              | Pd             | M     | B     | Pd    |
| --------------------- | --------------------- | --------------------- | -------------- | -------------- | -------------- | ----------------- | ----------------- | ----------------- | ----------------- | ----------------- | ----------------- | -------------- | -------------- | -------------- | ----- | ----- | ----- |
| 2013-2014             | Algérie               | -                     | -              | -              | -              | -                 | -                 | -                 | -                 | -                 | -                 | 1              | 0              | 0              | 1     | 0     | 0     |
| 2017-2018             | Algérie               | -                     | -              | -              | -              | 2                 | 0                 | 0                 | -                 | -                 | -                 | 5              | 0              | 0              | 7     | 0     | 0     |
| 2019-2020             | Algérie               | -                     | -              | -              | -              | -                 | -                 | -                 | -                 | -                 | -                 | 2              | 0              | 0              | 2     | 0     | 0     |
| 2020-2021             | Algérie               | -                     | -              | -              | -              | -                 | -                 | -                 | -                 | -                 | -                 | 2              | 0              | 0              | 2     | 0     | 0     |
| Total sur la carrière | Total sur la carrière | Total sur la carrière | -              | -              | -              | 2                 | 0                 | 0                 | -                 | -                 | -                 | 10             | 0              | 0              | 12    | 0     | 0     |

### Matchs internationaux
Le tableau suivant liste les rencontres de l'équipe d'Algérie dans lesquelles Zinedine Ferhat a été sélectionné depuis le 23 mai 2013 jusqu'à présent.

## Palmarès

### En club
| USM Alger (5) | Angers SCO                         |
| --- | ---------------------------------- |
| - Ligue 1 (2) : - Champion :2014 et 2016 - Coupe d'Algérie (1) : - Vainqueur : 2013 - Supercoupe d'Algérie (1) : - Vainqueur : 2013 - Finaliste : 2014 - Ligue des champions de la CAF : - Finaliste : 2015 - Coupe de l'UAFA (1) : - Vainqueur : 2013 | - Ligue 2 : - Vice-champion : 2024 |

#### En sélection nationale
| Algérie olympique                |
| -------------------------------- |
| - CAN -23 ans - Finaliste : 2015 |

### Distinctions personnelles
- Oscars de Maracana : Meilleur espoir du championnat d'Algérie de l'année 2013
- El Heddaf-Le Buteur : Meilleur espoir algérien de l'année 2013
- Élu meilleur joueur du mois de janvier 2014 avec l'USM Alger
- Trophée du joueur du mois UNFP de Ligue 2 en août 2017
- Élu meilleur joueur du mois de décembre 2017 avec Le Havre AC
- Élu meilleur joueur du mois de janvier 2018 avec Le Havre AC
- Meilleur passeur de Ligue 2 2017-2018 avec Le Havre AC
- Élu meilleur joueur du mois d'août 2019 avec le Nîmes Olympique